# Paspalum urbanianum
Paspalum urbanianum är en gräsart som beskrevs av Erik Leonard Ekman. Paspalum urbanianum ingår i släktet tvillinghirser, och familjen gräs. Inga underarter finns listade i Catalogue of Life.